# Неменделевское наследование
Неменделевское наследование — типы наследования у эукариот, не описываемые законами Менделя. Неменделевское наследование свойственно для импринтируемых генов; для признаков, кодируемых генами, находящимися в цитоплазматических элементах наследственности (митохондриальной ДНК и ДНК хлоропластов); для полигенных признаков, то есть определяемых взаимодействием нескольких генов. Также неменделевское наследование возникает вследствие парамутаций, мейотического драйва, генной конверсии, экспансии микросателлитных повторов, инфицирования различными агентами (например, прионными белками) и других процессов. Неменделевское наследование характерно для некоторых наследственных заболеваний у человека.